# Luis Carrion
Luis Carrión (Cochabamba, 31 de enero de 1947 - La Paz, 21 de abril de 2025) fue un cantante boliviano del género folcklore. 
Carrión es conocido por ser el cantautor del tema 'Elizabeth' (Kullawada) entre otros que lograron ser íconos musicales de la región.

## Biografía
Luis Carrión fue trasladado por su abuela a La Paz con ocho meses de nacido, en busca de mejores oportunidades. 
Con ocho años fue llevado por familiares a participar en concursos locales de radio donde demostró un buen desenvolvimiento en público, interpretando temas de la época. Así, su tío descubrió de Luis e inició con los ensayos de canto.
En 1960 logró el segundo lugar en el concurso "Buscando la voz de Oro", de Radio Amauta, evento que le permitió integrar el coro de la E.I. "Domingo Murillo" gracias a la invitación de su maestro de música Hernán Cardona.
En 1972 sufrió un accidente vehicular que lo apartó de los micrófonos, pero un año después volvió a los escenarios ya como solista.
Actualmente, reside en la capital boliviana desde donde realiza su actividad artística. 
Por su aporte a la música, Luis Carrión es considerado uno de los más destacados compositores de Bolivia.

### Estudios
Luis Carrión estudió Dibujo Técnico en la Escuela Industrial "Pedro Domingo Murillo", carrera de la que se graduó en tres años. Durante ese tiempo se alejó de la música, sin embargo no pasó mucho tiempo para iniciar nuevamente su aún incipiente carrera musical.

### Carrera
En 1966 fue invitado a formar parte del grupo "Los Payas".
En 1973 inició su carrera musical como solista con su composición "Elizabeth", tema de ritmo "Kullawada" que compuso luego de conocer a una muchacha de 15 años llamada Elizabeth con quien tuvo un corto romance.
Luis Carrión es conocido por interpretar temas del género Taquirari, Kullawada y Huayno, muchos de sus temas han sido reeditados por artistas nacionales e internacionales. También incursionó en ritmos como el bolero y el vals.
Especial mención requieren sus temas "Chelita", "Sí, sí, Potosí", "Quién dime quién" y "Julieta", temas que lograron los primeros puestos en las radios nacionales y especialmente reconocidos en el Perú donde la casi totalidad de sus temas han tenido profundo reconocimiento.

## Discografía
1. Chelita - Taquirari
2. Julieta - Taquirari
3. Corazón - Cueca
4. No volveré - Huayño
5. Felicidad - Saya
6. Mi corazón es tuyo - Saya
7. Jamás te olvidaré - Kullaguada
8. Abrázame - Taquicumbia
9. Tarija linda - Cueca
10. Gracias por tu amor - Trote
11. Por la felicidad - Kullaguada
12. Sí sí Potosí - Huayño
13. Porque te quiero - Taquicumbia
14. Raza de bronce - Trote
15. Me equivoqué - Taquicumbia
16. Quimeñita - Huayño
17. Llorarás - Taquicumbia
18. Te añoro madre - Taquicumbia
19. Elizabeth - Kullaguada
20. Regresa a mi - Taquicumbia
21. Quién dime quién - Taquirari
22. Vuelve - Taquirari
23. Morenos Cotel - Morenada
24. Falsas promesas - Kullaguada

## Premios y nominaciones
| Año  | Trabajo nominado               | Premio           | Categoría             | Resultado |
| ---- | ------------------------------ | ---------------- | --------------------- | --------- |
| 2012 | Mejor artista Gestor Kullawada | Premios CICOMBOL | Mejor artista del año | Ganador   |